# 楊安児
楊 安児（よう あんじ、生年不詳 - 1214年）は、金末に山東地方で蜂起した紅襖軍の首領の一人。益都府益都県の出身。

## 生涯
楊安児は泰和年間に一度叛乱を起こしたが失敗し、金朝に降って「必勝軍」と呼ばれる義勇軍の副官に任じられていた人物であった。しかし、対モンゴル戦線に派遣された楊安児は野狐嶺の戦いでの大敗北を受けて山東地方に逃れ帰り、大安3年（1211年）に再び背いて山東一帯を劫掠した。
しかし、貞祐2年（1214年）4月に金朝とモンゴル軍の間に一時的に和議が結ばれると、金朝は僕散安貞を益都府に派遣して本格的に紅襖軍討伐を開始した。僕散安貞はまず益都城の東で楊安児を破ったものの、楊安児は敗走した先で萊州の徐汝賢を降して再起した。更に、登州刺史の耿格が自発的に降ったことで楊安児の勢力はますます拡大し、楊安児は遂に皇帝号を称して「天順」と改元するに至った。勢いに乗じて楊安児は東では寧海州を陥落させ、西では濰州を攻め、その配下の「元帥」方郭三は密州を拠点に南方の沂州・海州を平定した。
同年7月17日、僕散安貞率いる金軍主力と徐汝賢率いる「三州の衆十万」の叛乱軍は昌邑城の東で激突し、戦闘は昼に始まって暮れまで続き、両軍は30里余りを転戦したが、遂に叛乱軍の敗北に終わった。更に同月、棘七率いる4万の軍は辛河で僕散安貞率いる金軍と激突し、ここでも金軍に大敗し、萊州に逃れた。寧海州刺史の史潑立は20万の兵で以て城壁の東で金軍を防ごうとしたが敗れ、籠城を始めた。萊州の守りが堅いと見た僕散安貞は曹全・張徳・田貴・宋福らを偽って徐汝賢に投降させ、7月24日（丁亥）夜に全軍で城を攻めると同時に曹全らが内応し、遂に萊州は陥落した。徐汝賢は乱戦の中で殺され、楊安児は単身逃れたものの、耿格・史潑立らも皆金軍に投降した。
楊安児勢力の瓦解が決定的となったと見た金朝は同年11月に楊安児とその配下を除いて山東地方に恩赦を出したため、形成不利と見たに楊安児は船に乗って岠嵎山（現在の海陽市の東）で曲成らの襲撃を受け殺されるに至った。このように、楊安児の勢力は結局萊州の敗戦が決定打となって多くの構成員が金朝に降り、楊安児自身も殺されるに至ったが、楊安児の妹の四娘子は残党を率いて磨旗山を拠点とし、後に李全の勢力を合流するに至る。